# Emisní limit
Emisní limit je nejvyšší hranice koncentrace znečišťující látky, která může být vypuštěna do prostředí. Emisní limit je obvykle udáván jako objemová nebo hmotnostní koncentrace. S pojmem se setkáváme nejčastěji v ochraně ovzduší v zákoně č. 201/2012 Sb.  což je Zákon o ochraně ovzduší. 